# Episodi di Power Rangers Operation Overdrive
Questa è la lista degli episodi di Power Rangers Operation Overdrive. La serie è stata trasmessa per la prima volta negli Stati Uniti su Jetix dal 26 febbraio al 12 novembre 2007, mentre in Italia è andata in onda dal 1º settembre 2008 sullo stesso canale.
| n° | Titolo originale            | Titolo italiano                  | Prima TV USA      | Prima TV Italia   |
| -- | --------------------------- | -------------------------------- | ----------------- | ----------------- |
| 1  | Kick Into Overdrive: Part 1 | Operazione Overdrive - Parte 1   | 26 febbraio 2007  | 1º settembre 2008 |
| 2  | Kick Into Overdrive: Part 2 | Operazione Overdrive - Parte 2   | 26 febbraio 2007  |                   |
| 3  | The Underwater World        | Il mondo sommerso                | 5 marzo 2007      |                   |
| 4  | Heart of Blue               | Quando un Ranger si innamora     | 12 marzo 2007     |                   |
| 5  | Weather or Not              | Questione di tempo               | 19 marzo 2007     |                   |
| 6  | Pirate in Pink              | Il pirata in rosa                | 26 marzo 2007     |                   |
| 7  | At All Costs                | Vincere a tutti i costi          | 2 aprile 2007     |                   |
| 8  | Both Sides Now              | Doppio gioco                     | 9 aprile 2007     |                   |
| 9  | Follow The Ranger           | Sulle tracce di Mack             | 30 aprile 2007    |                   |
| 10 | Lights, Camera, DAX         | Riflettori per Dax               | 7 maggio 2007     |                   |
| 11 | Face to Face: Part 1        | La pergamena strappata - Parte 1 | 14 maggio 2007    |                   |
| 12 | Face to Face: Part 2        | La pergamena strappata - Parte 2 | 21 maggio 2007    |                   |
| 13 | Man of Mercury: Part 1      | L'uomo di mercurio - Parte 1     | 4 giugno 2007     |                   |
| 14 | Man of Mercury: Part 2      | L'uomo di mercurio - Parte 2     | 4 giugno 2007     |                   |
| 15 | Behind the Scenes           | Dietro le quinte                 | 11 giugno 2007    |                   |
| 16 | Just Like Me                | Io come te                       | 18 giugno 2007    |                   |
| 17 | It's Hammer Time            | Colpi di martello                | 2 luglio 2007     |                   |
| 18 | Out of Luck                 | Un colpo di sfortuna             | 9 luglio 2007     |                   |
| 19 | One Gets Away               | Dimissioni respinte              | 16 luglio 2007    |                   |
| 20 | Once a Ranger: Part 1       | Ranger per sempre - Parte 1      | 23 luglio 2007    |                   |
| 21 | Once a Ranger: Part 2       | Ranger per sempre - Parte 2      | 23 luglio 2007    |                   |
| 22 | One Fine Day                | Una giornata perfetta            | 6 agosto 2007     |                   |
| 23 | Ronny on Empty: Part 1      | Lo scarabeo dorato - Parte 1     | 20 agosto 2007    |                   |
| 24 | Ronny on Empty: Part 2      | Lo scarabeo dorato - Parte 2     | 27 agosto 2007    |                   |
| 25 | Things Not Said             | Il segreto svelato               | 10 settembre 2007 |                   |
| 26 | Red Ranger Unplugged        | Red Ranger Rock star             | 1º ottobre 2007   |                   |
| 27 | Home and Away: Part 1       | Ritorno e partenza - Parte 1     | 8 ottobre 2007    |                   |
| 28 | Home and Away: Part 2       | Ritorno e partenza - Parte 2     | 15 ottobre 2007   |                   |
| 29 | Way Back When               | Indietro nel tempo               | 22 ottobre 2007   |                   |
| 30 | Two Fallen Foes             | Duello finale                    | 29 ottobre 2007   |                   |
| 31 | Nothing to Lose             | Niente da perdere                | 5 novembre 2007   |                   |
| 32 | Crown and Punishment        | La conquista della corona aurora | 12 novembre 2007  |                   |

## Operazione Overdrive - Parte 1
- Titolo originale: Kick Into Overdrive: Part 1
- Diretto da: Mark Beesley
- Scritto da: Bruce Kalish

### Trama
Il ricco Andrew Hartford, per proteggere la terra dai malvagi fratelli Moltor e Flurious, i quali vogliono prendere possesso della corona aurora, recluta quattro persone (Will Berta, Rose Ortiz, Ronny Robinson e Dax Lo) per farli diventare i Power Ranger Operation Overdrive, prendendo il posto del quinto Ranger (il Red Ranger), ma il figlio Mack si trasforma con il suo Overdrive Tracker, diventando ufficialmente il Red Overdrive Ranger, salvando la città dall'eruzione di un vulcano insieme agli altri Ranger.

## Operazione Overdrive - Parte 2
- Titolo originale: Kick Into Overdrive: Part 2
- Diretto da: Mark Beesley
- Scritto da: Jackie Marchand

### Trama
Mack vorrebbe continuare a essere Red Ranger. Purtroppo le cose peggiorano quando Moltor ruba la Corona e rapisce Hartford, che Mack cercherà di salvare.

## Il mondo sommerso
- Titolo originale: The Underwater World
- Diretto da: Mark Beesley
- Scritto da: John Tellegen

### Trama
La ricerca del primo gioiello della Corona Aurora inizia quando Andrew scopre Atlantide. I Power Ranger si mettono in viaggio verso il continente sommerso.

## Quando un Ranger si innamora
- Titolo originale: Heart of Blue
- Diretto da: Britta Hawkins
- Scritto da: David Garber

### Trama
I Power Ranger, in possesso della pergamena di Atlantide, ora devono trovare le altre due per continuare la caccia al tesoro. Intanto Dax si innamora, ma ciò potrebbe essere d'intralcio.

## Questione di tempo
- Titolo originale: Weather or Not
- Diretto da: Britta Hawkins
- Scritto da: John Tellegen

### Trama
I Power Ranger si preparano ad andare a Santa Lucia in cerca del primo gioiello. Moltor ruba una macchina del tempo con la quale ha intenzione di distruggere la Terra.

## Il pirata in rosa
- Titolo originale: Pirate in Pink
- Diretto da: Britta Hawkins
- Scritto da: Jackie Marchand

### Trama
I Power Ranger iniziano l'ultima parte della ricerca del primo gioiello a Santa Lucia. Ma gli altri temono di incontrare il fantasma del Pirata Barbabruna.

## Vincere a tutti i costi
- Titolo originale: At All Costs
- Diretto da: Jonathan Brough
- Scritto da: Bruce Kalish

### Trama
I Power Ranger, con la perla di Barbabruna in loro possesso, si godono un po' di tempo libero. Ma il divertimento è rovinato a causa di Ronny, che vuole vincere a tutti i costi.

## Doppio gioco
- Titolo originale: Both Sides Now
- Diretto da: Jonathan Brough
- Scritto da: David Garber

### Trama
La ricerca dell'uccello Hou-ou porta i ragazzi a un punto morto. Tuttavia, quando Will viene licenziato da Andrew e ingaggiato da Miratrix, avranno ben altro di cui preoccuparsi.

## Sulle tracce di Mack
- Titolo originale: Follow The Ranger
- Diretto da: Jonathan Brough
- Scritto da: John Tellegen

### Trama
Moltor e Flurious si allenano per rubare il DriveMax Magazord, catturando Mack durante l'operazione. I Power Ranger tenteranno di localizzare il loro leader e il Megazord.

## Riflettori per Dax
- Titolo originale: Lights, Camera, DAX
- Diretto da: Mike Smith
- Scritto da: John Tellegen

### Trama
Miratrix e Kamdor cercano il diamante di Toru utilizzando la pergamena abbandonata dall'uccello Hou-ou. Moltor interferisce sguinzagliando loro contro un mostro.

## La pergamena strappata - Parte 1
- Titolo originale: Face to Face: Part 1
- Diretto da: Mike Smith
- Scritto da: Jackie Marchand

### Trama
I Power Ranger tentano di tradurre la pergamena rubata a Miratrix e Kamdor, ma vengono attaccati da alcuni mostri inviati da Moltor.

## La pergamena strappata - Parte 2
- Titolo originale: Face to Face: Part 2
- Diretto da: Mike Smith
- Scritto da: Jackie Marchand

### Trama
Mack e Tyzonn cadono in un'imboscata tesa da Bullex e da un gruppo di Lava Lizard. Gli altri cercano di ritrovare Mack e rivendicano il prossimo gioiello della Corona.

## L'uomo di mercurio - Parte 1
- Titolo originale: Man of Mercury: Part 1
- Diretto da: Charlie Haskell
- Scritto da: John Tellegen

### Trama
Una spedizione in Brasile trova i primi indizi del terzo gioiello della Corona Aurora; essa viene attaccata da un nuovo gruppo di cattivi noti come i Gatti Fuorilegge.

## L'uomo di mercurio - Parte 2
- Titolo originale: Man of Mercury: Part 2
- Diretto da: Charlie Haskell
- Scritto da: John Tellegen

### Trama
Flurious prova i suoi Gyros sui Gatti Fuorilegge Mig e Benglo, trasformandoli in potenti cyborg. Non c'è tempo da perdere: i Power Ranger dovranno salvare rapidamente Tyzonn e fermare i Gatti.

## Dietro le quinte
- Titolo originale: Behind the Scenes
- Diretto da: Charlie Haskell
- Scritto da: Jackie Marchand

### Trama
I Power Ranger vengono invitati a rilasciare un'intervista in diretta in un popolare Talk Show.

## Io come te
- Titolo originale: Just Like Me
- Diretto da: Charlie Haskell
- Scritto da: David Garber

### Trama
I Power Ranger si recano in Norvegia alla ricerca del Mjolnir, il mistico martello, ma anche Moltor è sulle sue tracce.

## Colpi di martello
- Titolo originale: It's Hammer Time
- Diretto da: Vanessa Alexander
- Scritto da: John Tellegen

### Trama
Dopo avere scoperto il legame tra il Cannone di Ki Amuk e il Mjolnir i Power Ranger vanno in Messico, dove li attende un'imboscata. Nel frattempo compare Loki travestito da Thor: ruberà il Mjolnir.

## Un colpo di sfortuna
- Titolo originale: Out of Luck
- Diretto da: Vanessa Alexander
- Scritto da: David Garber

### Trama
I Power Ranger usano il Cannone di Ki Amuk per impossessarsi della Piedra Azteca del Compás, che però verrà rubata da Moltor.

## Dimissioni respinte
- Titolo originale: One Gets Away
- Diretto da: Vanessa Alexander
- Scritto da: Bruce Kalish

### Trama
Finalmente i Power Ranger trovano lo Zaffiro Blu. Sarà Will a riportarlo alla base, ma verrà attaccato da Kamdor e Miratrix.

## Ranger per sempre - Parte 1
- Titolo originale: Once a Ranger: Part 1
- Diretto da: Britta Hawkins
- Scritto da: Jackie Marchand

### Trama
Thrax riunisce le quattro fazioni malvagie partecipanti alla caccia al tesoro in una nuova Alleanza dei Cattivi, che riuscirà ad avere la meglio sugli Overdrive Ranger e a distruggere i loro poteri.
- Guest star: Matt Austin (Bridge Carson), Johnny Yong Bosch (Adam Park), Emma Lahana (Kira Ford), Sally Martin (Tori Hanson), Richard Brancatisano (Xander Bly).
- Nota: l'episodio è un team-up in cui sono presenti Ranger di serie precedenti.

## Ranger per sempre - Parte 2
- Titolo originale: Once a Ranger: Part 2
- Diretto da: Britta Hawkins
- Scritto da: Jackie Marchand

### Trama
Senza i poteri da Power Ranger gli Overdrive Ranger tornano alle loro vite normali. Tutti tranne Mack, che viene a sapere del piano di Thrax volto a eliminare il Cavaliere guardiano.
- Guest star: Matt Austin (Bridge Carson), Johnny Yong Bosch (Adam Park), Emma Lahana (Kira Ford), Sally Martin (Tori Hanson), Richard Brancatisano (Xander Bly).
- Nota: l'episodio è un team-up in cui sono presenti Ranger di serie precedenti.

## Una giornata perfetta
- Titolo originale: One Fine Day
- Diretto da: Britta Johnstone
- Scritto da: Bruce Kalish

### Trama
I Power Ranger hanno un giorno libero e organizzano un picnic nella foresta. Ma ci saranno anche i Gatti Fuorilegge, in cerca della Torcia del Centurione da usare nel loro ultimo robot gigante.

## Lo scarabeo dorato - Parte 1
- Titolo originale: Ronny on Empty: Part 1
- Diretto da: Mike Smith
- Scritto da: John Tellegen

### Trama
Ronny viene catturata dai Gatti Fuorilegge, mentre Will disobbedisce agli ordini e va a cercarla. Nel frattempo un indizio della Torcia del Centurione porterà gli altri in Egitto.

## Lo scarabeo dorato - Parte 2
- Titolo originale: Ronny on Empty: Part 2
- Diretto da: Mike Smith
- Scritto da: John Tellegen

### Trama
Will salva Ronny impedendo che le venga risucchiata l'energia, mentre gli altri affrontano il nuovo robot di Moltor con un nuovo Megazord.

## Il segreto svelato
- Titolo originale: Things Not Said
- Diretto da: Mike Smith
- Scritto da: David Garber

### Trama
I Power Ranger combattono contro uno dei mostri di Kamdor, che immette un virus nel loro sistema. Intanto Mack scopre qualcosa che il padre gli ha sempre nascosto.

## Red Ranger Rock star
- Titolo originale: Red Ranger Unplugged
- Diretto da: Jonathan Brough
- Scritto da: John Tellegen

### Trama
Mack cerca di trovarsi una nuova identità e si mette a suonare la chitarra. I Power Ranger affrontano Crazar, un nuovo Gatto Fuorilegge, mentre Mig e Benglo cercano il Calice di Ottaviano.

## Ritorno e partenza - Parte 1
- Titolo originale: Home and Away: Part 1
- Diretto da: Jonathan Brough
- Scritto da: Jackie Marchand

### Trama
Mig e Benglo usano i poteri del Calice di Ottaviano e creano Agrios.

## Ritorno e partenza - Parte 2
- Titolo originale: Home and Away: Part 2
- Diretto da: Jonathan Brough
- Scritto da: Jackie Marchand

### Trama
Mack attacca i Gatti Fuorilegge con il Megazord Corona Solare.

## Indietro nel tempo
- Titolo originale: Way Back When
- Diretto da: Jonathan Brough
- Scritto da: John Tellegen

### Trama
I Ranger osservano i ricordi di Mack su uno schermo per cercare di capire chi possiede i gioielli e da dove iniziare la loro ricerca dell'ultimo. Dapprima scoprono la posizione dei primi quattro gioielli, che si dimostra inutile, ma grazie all'aiuto di Spencer alla fine scoprono la loro prossima destinazione: Grecia.

## Duello finale
- Titolo originale: Two Fallen Foes
- Diretto da: Mark Beesley
- Scritto da: John Tellegen

### Trama
I Ranger si recano in Grecia, dove invocano un antico rito per trovare il prossimo gioiello. Kamdor è furioso con Miratrix per avere fallito di nuovo. Miratrix, in cerca di maggiore potere, intercetta il rito e diventa una creatura gigante a forma di uccello. Dopo essere stato sconfitto dal Battlefleet Megazord Kamdor la imprigiona dentro il cristallo dove egli stesso era imprigionato. Come ultimo atto evoca una meteora con il potere dello Zaffiro Blu e sfida i Ranger. Mentre gli altri combattono la meteora Will combatte con Kamdor. Alla fine Will lo sconfigge e i Ranger distruggono la meteora. Si recano allora in Egitto, dove hanno bisogno di una chiave per aprire il Sarcofago, con Moltor alle calcagna.

## Niente da perdere
- Titolo originale: Nothing to Lose
- Diretto da: Mark Beesley
- Scritto da: Jackie Marchand

### Trama
Con lo Zaffiro Blu in suo possesso Flurious usa il suo potere per cercare di distruggere il vulcano di Moltor. Nel frattempo i Ranger si recano in Giappone per trovare la chiave Tri-Dragon, necessaria per aprire la Tomba che sperano possa contenere il prossimo gioiello. Mack ritiene di essere il membro sacrificabile della squadra a causa della sua natura androide, e inizia a mettersi in situazioni sempre più pericolose fino a quando decide di recarsi presso il vulcano di Moltor per impossessarsi della corona. Nonostante non ci riesca Moltor è molto indebolito e si reca nel covo ghiacciato di Flurious con la corona. Tuttavia, con la corona e i gioielli adesso in suo possesso, Flurious si sbarazza del fratello e ha intenzione di fare lo stesso con i Ranger. Nel frattempo i Ranger scoprono che il quinto gioiello della Corona potrebbe essere più vicino di quanto si aspettassero.

## La conquista della corona aurora
- Titolo originale: Crown and Punishment
- Diretto da: Mark Beesley
- Scritto da: Bruce Kalish

### Trama
I Ranger recuperano il quinto gioiello. Tuttavia sono immediatamente colti di sorpresa da Flurious, l'unico nemico rimasto, che riesce a impossessarsi dei quattro gioielli dei Ranger. Flurious, con tutti e cinque i gioielli e la corona, ha intenzione di riassemblare la Corona Aurora per scatenare la sua ira sul mondo. Ma Flurious commette un grosso errore non distruggendo Mack quando ne aveva la possibilità, e questo causerà la propria distruzione.